# Nordischer Maschinenbau Rud. Baader

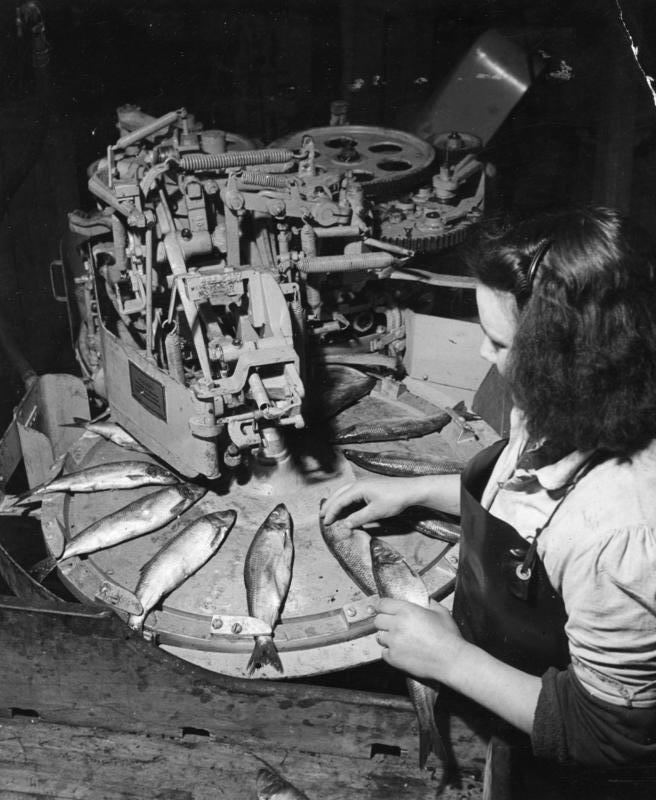
Baader-Maschine zum Köpfen und Entgräten von Heringen aus dem Jahr 1949. Sie lieferte 5.500 Heringsfilets in der Stunde. Heutige Baader-Maschinen filetieren 20.400 Fische in der Stunde

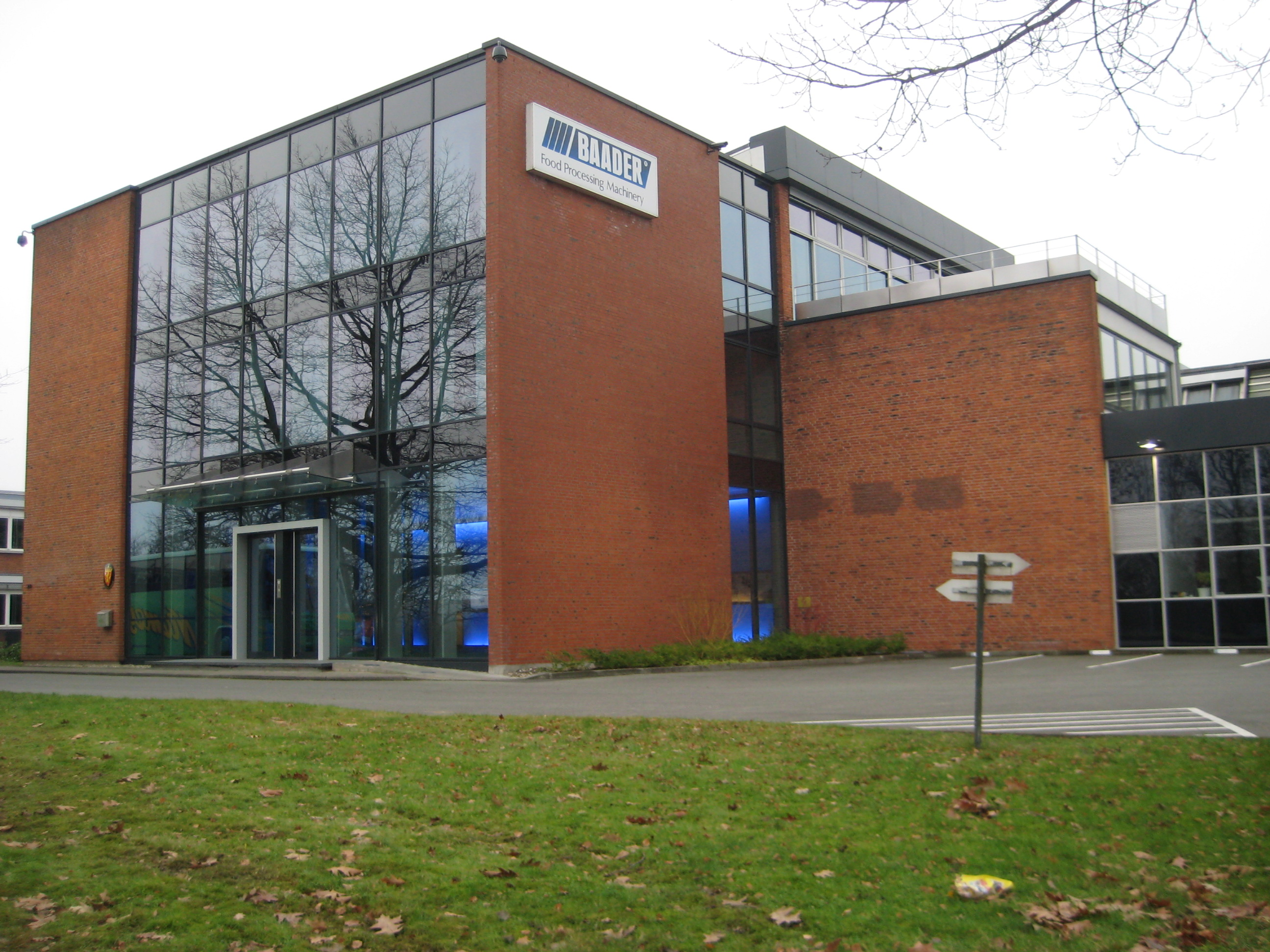
Verwaltungsgebäude an der Geniner Straße in Lübeck, 2008

Die Nordischer Maschinenbau Rud. Baader GmbH und Co. KG oder auch BAADER Gruppe ist ein deutsches Maschinenbauunternehmen mit Sitz in Lübeck (Schleswig-Holstein). 
Das familiengeführte Unternehmen ist spezialisiert auf den Bau von Maschinen und Bearbeitungslinien zur Fisch-, Geflügel- und Fleischbearbeitung. Es entwickelte in den frühen 1920er Jahren die weltweit erste Köpf- und Entgrätungsmaschine für Fisch.

## Geschichte
Der Firmengründer Rudolph Max Joseph Baader (* 1885 in Leipzig; † 1953 in Lübeck) war Schlossermeister und Ingenieur. Er heiratete 1913.
Am 29. Juli 1919 wurde Baaders Firma „Nordischer Maschinenbau“ in Lübeck ins Handelsregister eingetragen. Sie firmierte später in Nordischer Maschinenbau Rud. Baader um. Die Firma hatte ihren Sitz zunächst auf der Lübecker Altstadtinsel in der Straße Wakenitzmauer.
1920 gründete Baader in Lübeck ein Forschungsinstitut für die Fischindustrie. In den 1920er Jahren übergab er es dem Verband der Fischindustriellen mit Sitz in Hamburg. Aus dem „Institut für Fischverarbeitung“ entstand 1952 die Bundesforschungsanstalt für Fischerei, heute ein Teil des Johann Heinrich von Thünen-Instituts in Hamburg-Altona.
Baader entwickelte die weltweit erste Köpf- und Entgrätungsmaschine für Fische, die er 1922 bei der „Lübecker Fischerei-Ausstellung“ vorstellte. Bis dahin wurden Fische von Hand geköpft und entgrätet. Sowohl die wissenschaftlichen Neuerungen als auch die in den einzelnen Betrieben vorhandenen Kenntnisse und praktizierten Technologien der Fischbearbeitung machte Rudolf Baader zudem durch Gründung des Verlags „Der Fisch“ 1922 auch einer breiten Öffentlichkeit zugänglich. Denn die Köpf- und Entgrätungsmaschine revolutionierte die Fischbearbeitung. In den 1920er Jahren begann Baader seine Maschinen, die nun allerorts hoch gehandelt wurden, zu vermieten: Das Leasing-System weitete sich über den ganzen Nordseeraum aus.
Mit der ersten Fischenthäutemaschine kam Baader 1928 auf den Markt; 1930 folgte die erste Klippfischmaschine.
1933 stellte das Unternehmen eine Vorläufermaschine der späteren Filetieranlagen her. Inzwischen werden Fische mit einem Bildverarbeitungssystem erfasst, falsche Fischarten aussortiert und die gewünschte Fischart verarbeitet. Beim elektronisch vermessenen Fisch werden die Messer so eingestellt, dass die geschnittenen Filets eine einheitliche Größe haben.
Nach Ende des Zweiten Weltkriegs expandierte das Unternehmen weiter und schaffte seinen Durchbruch 1951 mit der Baader 99, einer Dorsch-Filetiermaschine.
Nach dem Tod des Firmengründers übernahm 1953 sein Sohn Rudolf G. T. Baader (* 1929 in Lübeck; † 1994 ebenda), der eine Ausbildung zum Industriemechaniker absolviert hatte und zu diesem Zeitpunkt noch Betriebswirtschaftslehre studierte (Abschluss 1956).
1955 wurden die ersten Baader-Fischbearbeitungsmaschinen auf Fabrikschiffen eingesetzt. 1959/1960 ließ sich das Unternehmen an der Geniner Straße in Lübeck nieder. 1965 gründete Baader im Fischereihafen von Bremerhaven die Firma Baader Anlagenbau Bremerhaven. Seit den 1970er Jahren stellt Baader Verpackungsmaschinen her. In den 1960er Jahren entwickelte das Unternehmen Fleisch-Entsehnungsmaschinen weiter.
1988 setzte das Unternehmen etwa 200 Millionen Mark um. Im selben Jahr machten Fischverarbeitungsmaschinen 90 Prozent des Gesamtumsatzes aus; der Exportanteil betrug 90 Prozent. 1989 stattete Baader sechs in der DDR gebaute sowjetische Fang- und Fabrikschiffe mit seinen Maschinen aus. Der Auftrag hatte ein Volumen von 5,6 Millionen Mark.
1992 kaufte Baader die Bremerhavener Maschinenfabrik „Schlotterhose GmbH & Co KG“. Das 1906 gegründete Unternehmen war führend im Bau von Fischmehlanlagen.
1994 hatte das Unternehmen 1100 Mitarbeiter, Tochtergesellschaften in Bremerhaven, den USA, Kanada, Island, Großbritannien, Dänemark, Russland und Namibia sowie Vertretungen und Servicestationen in mehr als 70 Ländern. Im Bereich der Herstellung von Maschinen für die Fischindustrie hatte es weltweit einen Anteil von 80 Prozent. Der jährliche Umsatz der Baader-Gruppe belief sich auf rund 200 Millionen Mark, wovon etwa 160 Millionen Mark auf die Firma Nordischer Maschinenbau entfielen.
Die Firmenleitung übernahm 1995 die Tochter von Rudolf G. T. Baader, Petra Baader (* 1961). Sie hatte bereits fünf Jahre in der Geschäftsleitung mitgearbeitet.
1997 übernahm Baader die US-Firma „Johnson Food Equipment“, einen Hersteller von Geflügelverarbeitungsmaschinen. Am 7. August 2007 übernahm Baader die Mehrheit der Anteile an der dänischen Firma „LINCO Food Systems A/S“.
Am 27. Mai 2009 folgte die vollständige Übernahme von „Linco“. Damit wurde Baader nicht nur Weltmarktführer für Fischbearbeitungsmaschinen, sondern avancierte auch zum drittgrößten Anbieter für Geflügelbearbeitungsmaschinen. 
2011 wurde die Lachs-Filetiermaschine 581 eingeführt. Heutige Hochleistungsmaschinen von Baader, zum Beispiel in der Heringsbearbeitung, können bis zu 24.000 Fischfilets pro Stunde schneiden, im Geflügelbereich können bis zu 12.000 Stück bearbeitet werden.

## Geschäftsbereiche und Produkte
Fisch- und Geflügelbearbeitung machen zwar 95 Prozent des Gesamtumsatzes aus, doch seit mehr als 40 Jahren ist Baader zudem führender Hersteller von Weichseparatoren, hier wurde sogar der Begriff des „Baaderns“ geprägt: Das Baadern ist ein Verfahren zum Trennen von Weich- und Festanteilen und vielfältig einsetzbar, etwa für die Entsehnung und Restfleischgewinnung von Rotfleisch und Geflügel, die Fischfarcegewinnung von gesplittetem Fisch und Trimmabschnitten sowie die Püree- und Saftgewinnung von Obst und Gemüse. 
Ein weiterer Geschäftsbereich ist das „Depacking“ und das Recycling von Lebensmitteln, etwa von falsch verpackten Lebensmitteln, bei dem die Verpackung maschinell von der Ware getrennt und das Lebensmittel weiterverarbeitet wird.
Baader hat weltweit 70 Standorte.

## Mitarbeiter
Baader gehört zu den größten Unternehmen Schleswig-Holsteins, 2009 stand es bei der Zahl der Beschäftigten auf genau Platz 100 der größten Unternehmen Schleswig-Holsteins.
Das Unternehmen hat viele langjährig beschäftigte Mitarbeiter. So ehrte der Lübecker Bürgermeister Bernd Saxe 2007 fünf Baader-Mitarbeiter, die seit 40 Jahren für das Unternehmen arbeiteten.

## Ausbildung
Das Unternehmen bildet Industriemechaniker, Mechatroniker und Zerspaner aus, außerdem unregelmäßig Industriekaufleute sowie Fachinformatiker der Fachrichtung Anwendungsentwicklung. Baader-Auszubildende schneiden in der Abschlussprüfung regelmäßig mit besonders guten Leistungen ab. Im Unternehmen erhalten außerdem Auszubildende anderer Firmen ihre Metall-Ausbildung. Baader bietet ein duales Studium für die Studiengänge Wirtschaftsinformatik und Informatik-Ingenieurswesen an.
Das Unternehmen ist einer der 97 Kooperationspartner der Nordakademie, der privaten Hochschule der Wirtschaft mit Sitz in Elmshorn.
Es förderte das Projekt „Gemeinsam für den Frieden“, bei dem im Jahr 2004 rund 300 junge Musiker aus sieben Ostseeanrainer-Ländern Benjamin Brittens War Requiem im ehemaligen Klinkerwerk des KZ Neuengamme und im Lübecker Dom aufführten.

## Auszeichnungen
1994 erhielt das Unternehmen für die Forellen-Entgrätmaschine „Baader 135“ den Innovationspreis der Deutschen Fischwirtschaft.
2008 erhielt Petra Baader, die seit 1996 norwegische Honorarkonsulin ist, den norwegischen Verdienstorden „Ritter I. Klasse“ wegen ihrer Verdienste um die Stärkung der norwegisch-deutschen Beziehungen, sowohl im geschäftlichen als auch im kulturellen Bereich. Der norwegische Botschafter in Deutschland, S.E. Sven Erik Svedman, schrieb dazu: „Frau Petra Baader füllt diese Rolle mit Engagement und Interesse, wobei sie ihre umfassenden Fachkenntnisse und ihr Netzwerk zu unser aller Nutzen einsetzt.“
Als der Weltmarktführer bei Fischbearbeitungsmaschinen wurde das Unternehmen 2010 in das Lexikon der deutschen Weltmarktführer aufgenommen.